# Jérôme Hamelin
Pour les articles homonymes, voir Hamelin.
Jérôme Hamelin, né le 1er février 1987, est un rameur d'aviron handisport français.

## Carrière
Jérôme Hamelin remporte aux Championnats d'Europe d'aviron 2022 à Munich la médaille d'argent en quatre barré mixte PR3.

## Palmarès

### Championnats d'Europe
- 2022 à Munich,  Allemagne
  -  Médaille d'argent en quatre de pointe avec barreur PR3 mixte (PR3 Mix4+).